# 高山正隆
高山 正隆（たかやま まさたか、1895年 - 1981年）は、戦前日本の著名な写真家の一人である。東京生まれ。野島康三ら次世代の芸術写真の先駆者だった。
高山正隆は、科学者の高山甚太郎の子として、東京府東京市牛込区で生まれた。早稲田大学を中退。アルスの雑誌『芸術写真研究』の「月例懸賞」に写真作品を応募し、中島謙吉に見出された。ピクトリアリスム作品に長け、同分野における初期の代表的な写真家に含まれ、また単玉のついたヴェスト・ポケット・コダック（いわゆるベス単）を好んで用いたため「ベス単派」とも呼ばれた。ソフトフォーカス、デフォルマシオンなどを特徴としたピクトリアリスム作品では、叙情性が表現されている。

## 代表作
- 楽器を持つ女（1924年、ゼラチン・シルバー・プリント、東京都写真美術館寄託）
  - バイオリンを左手で抱く女性の上半身（体は正面向き加減で、顔は右下を向いて左半分を見せており、目は閉じられている）をソフトフォーカスでとらえた作品（写真美術館のページより）。なお、頭の上部は切れており、右手は見えていない。

## 高山関連書籍
- 高山正隆と大正ピクトリアリズム　（日本の写真家5：岩波書店、1998年）

## 高山が含まれているグループ展
- 日本の写真1930年代展（神奈川県立近代美術館、1988年）
- 米子写友会回顧展（米子市美術館、1990年）
- 日本のピクトリアリズム　風景へのまなざし（東京都写真美術館、1992年）
- 日本近代写真の成立と展開（東京都写真美術館、1995年）
- 日本の写真・第1部（東京都写真美術館、1996年）
- 光のノスタルヂア 小関庄太郎と日本の芸術写真（福島県立美術館、2001年）
- 芸術写真の精華　日本のピクトリアリズム　珠玉の名品展（東京都写真美術館、2011年）写真美術館のサイトにおける紹介
  - 出品作品リスト